# Sergi Galanó Muñoz
Sergi Galanó Muñoz (Barcelona, 14 d'abril de 1974) és un surfista i excursionista català.
Durant la dècada de 1980 s'inicià en l'esport aquàtic del bodyboard i el 1994 organitzà el primer campionat d'aquesta especialitat del Mediterrani. També estigué vinculat al món del muntanyisme. Dissenyador gràfic de professió, el 2001 decidí canviar la trajectòria de la seva vida i obrir un refugi de muntanya a la Vall Fosca, el 'refugi Tacita', a la Central de Capdella. Des d'aleshores, ha estat membre actiu en la lluita a favor d'un canvi de model de desenvolupament a la Vall Fosca, i sent membre fundador del grup d'electors 'Alternativa per la Vall Fosca'. Dirigeix la primera empresa d'Espanya que fabrica planxes de surf de fusta totalment orgàniques. El 2008 publicà "Itineraris a peu per la Vall Fosca", un llibre amb la descripció de quinze itineraris a peu per la VallFosca.